# Çamlıkaya, İspir
Çamlıkaya là một thị trấn thuộc huyện İspir, tỉnh Erzurum, Thổ Nhĩ Kỳ. Dân số thời điểm năm 2011 là 788 người.